# Par feu et par flammes
Pour plus de détails, voir Fiche technique et Distribution.
Par feu et par flammes (Огонь, вода и… медные трубы, Ogon, voda i... mednye truby) est un film soviétique réalisé par Alexandre Rou, sorti en 1968,.

## Synopsis
Un jeune charbonnier, Vassia, devra traverser trois épreuves - l'eau, le feu et la gloire - pour délivrer sa fiancée Alionochka enlevée par le méchant Kochtcheï.

## Fiche technique
- Titre : Par feu et par flammes
- Réalisation : Alexandre Rou
- Scénario : Nikolaï Erdman, Mikhaïl Volpine
- Photographie : Dmitri Sourenski
- Musique : Nikolaï Boudachkine
- Décors : Arseni Klopotovski
- Montage : A. Ovtcharova
- Production : Studio Gorki
- Pays : URSS
- Langue : russe
- Genre : musical
- Durée : 86 minutes
- Sortie : 
  - URSS : 13 décembre 1968

## Distribution
- Natalia Sedykh : Alionouchka
- Alekseï Katychev : Vassia
- Gueorgui Milliar : Kochtcheï, Baba Yaga
- Vera Altaïskaïa : fille de Baba Yaga
- Lev Potiomkine : Barbe noire
- Aleksandr Khvylia : le chauve
- Anatoli Koubatski : le borgne
- Leonid Kharitonov : Fedoul VI
- Mouza Krepkogorskaïa : Sofiouchka
- Alekseï Smirnov : pompier
- Pavel Pavlenko : maître des eaux
- Arkadi Tsinman : premier conseiller
- Zoïa Vassilkova : second conseiller
- Mikhaïl Pougovkine : Tsar
- Lidiya Koroliova : Tsarine
- Inga Boudkevitch : Princesse
- Tatiana Barycheva : Nurse
- Tamara Nossova : Première beauté
- Andreï Faït : le sage
- Anastasia Zouïeva : conteuse
- Georgiy Georgiu : ministre
- Margarita Korabelnikova : invitée au mariage de Kochtcheï